# Estación de London Bridge
London Bridge (código: LBG) es una de las principales estaciones ferroviarias de Londres. Recibe su nombre del cercano Puente de Londres. Se encuentra junto a la ribera sur del río Támesis, en el municipio de Southwark. Es una de las estaciones más antiguas del mundo.
Se compone de 9 andenes terminales y 6 andenes pasantes, que permiten que los trenes continúen hacia otras 3 estaciones más al centro de Londres: Charing Cross, Cannon Street y Blackfriars.
Es la 4ª estación de Londres y del Reino Unido por número de pasajeros con entrada o salida en la estación, 54 millones al año, al que se une un gran número de transbordos realizados en la estación. Es una de las 17 estaciones gestionadas por Network Rail.

## Historia
London Bridge fue la primera estación situada en el interior del propio Londres. Se inauguró como término de la línea entre el centro de Londres y el barrio de Greenwich, el 14 de diciembre de 1836. Desde entonces la estación ha vivido numerosas reformas y cambios de propietario.
La estación original se realizó en madera, con una nave de 17 por 65 metros. Conforme se fueron abriendo nuevas líneas ferroviarias, otras compañías alquilaron parte de la estación para servir de llegada a Londres. En 1844 se produjo la primera reforma de la estación, al construirse un edificio en piedra de estilo italiano y que incluía un campanario que finalmente nunca se llegó a erigir. El nuevo edificio a medio construir tan sólo se utilizó durante 5 años. Entre 1847 y 1850 la estación fue remodelada de nuevo, incluyendo un importante aumento de la playa de vías.
En 1864 la estación fue reformada y convertida en pasante, para permitir el paso a las nuevas estaciones más céntricas, al mismo tiempo que se completaban nuevas líneas al sur de Inglaterra que finalizaban en la estación. Debido al constante aumento del tráfico, las ampliaciones siguieron produciéndose, dotándose a la estación de una cubierta metálica en arco de 27 por 200 metros.
En 1923 se fusionaron las compañías que servían el sur de Inglaterra, con lo que se integraron todas las partes de la estación, que hasta entonces estaba dividida en varias compañías. Durante los bombardeos de la II Guerra Mundial la estación sufrió graves daños y hubo de ser demolida en parte. Posteriormente no se efectuaron grandes cambios, salvo las electrificaciones que cambiaron las unidades de tren que típicamente se podían ver en la estación.
Con un gran nivel de saturación, la estación fue completamente reconstruida entre 1972 y 1978, convirtiéndola en una de las estaciones más modernas de Reino Unido. En la actualidad la estación se mantiene en el esquema realizado en los años 1970, con algunas reformas importantes introducidas con motivo de los Juegos Olímpicos de 2012.

## Situación actual
Los andenes pasantes, numerados del 1 al 6, se encuentran en la parte norte de la estación. Los andenes 1 a 3 se utilizan para los trenes que finalizan en Cannon Street. Los andenes 4 a 6 sirven para los trenes con destino a Charing Cross, siendo empleados los 5 y 6 también por el servicio Thameslink de First Capital Connect con numerosos destinos por Inglaterra que atraviesan la ciudad de Londres. La configuración de estas vías provoca que el andén 6 de esta estación sea el más utilizado de Europa, ya que todos los trenes que se dirijan a Charing Cross o Blackfriars tienen que realizar parada en él. No existe un andén 7 desde la reforma de los años 70.
Los andenes terminales, numerados del 8 al 16, se encuentran en la parte sur de la estación. Son empleados por la compañía Southern para trenes que parten hacia el sur de Inglaterra.

## Servicios
Son tres las compañías que tienen servicios ferroviarios en la estación, con numerosos destinos.
La compañía First Capital Connect opera en el contexto de la línea Thameslink que atraviesa Londres, con un tren cada 5 minutos entre Bedford y Brighton, atravesando la estación.
La mayor parte de los servicios los realiza la compañía Southeastern, que une Londres con numerosas localidades del sureste de Inglaterra. Una gran parte son pasantes hacia las otras estaciones de Londres. También opera la compañía Southern, que con un menor número de servicios une la estación con el sur de Inglaterra. El número de servicios de sendas compañías en la estación es muy alto, con un tren cada escasos minutos.